# Zeemist

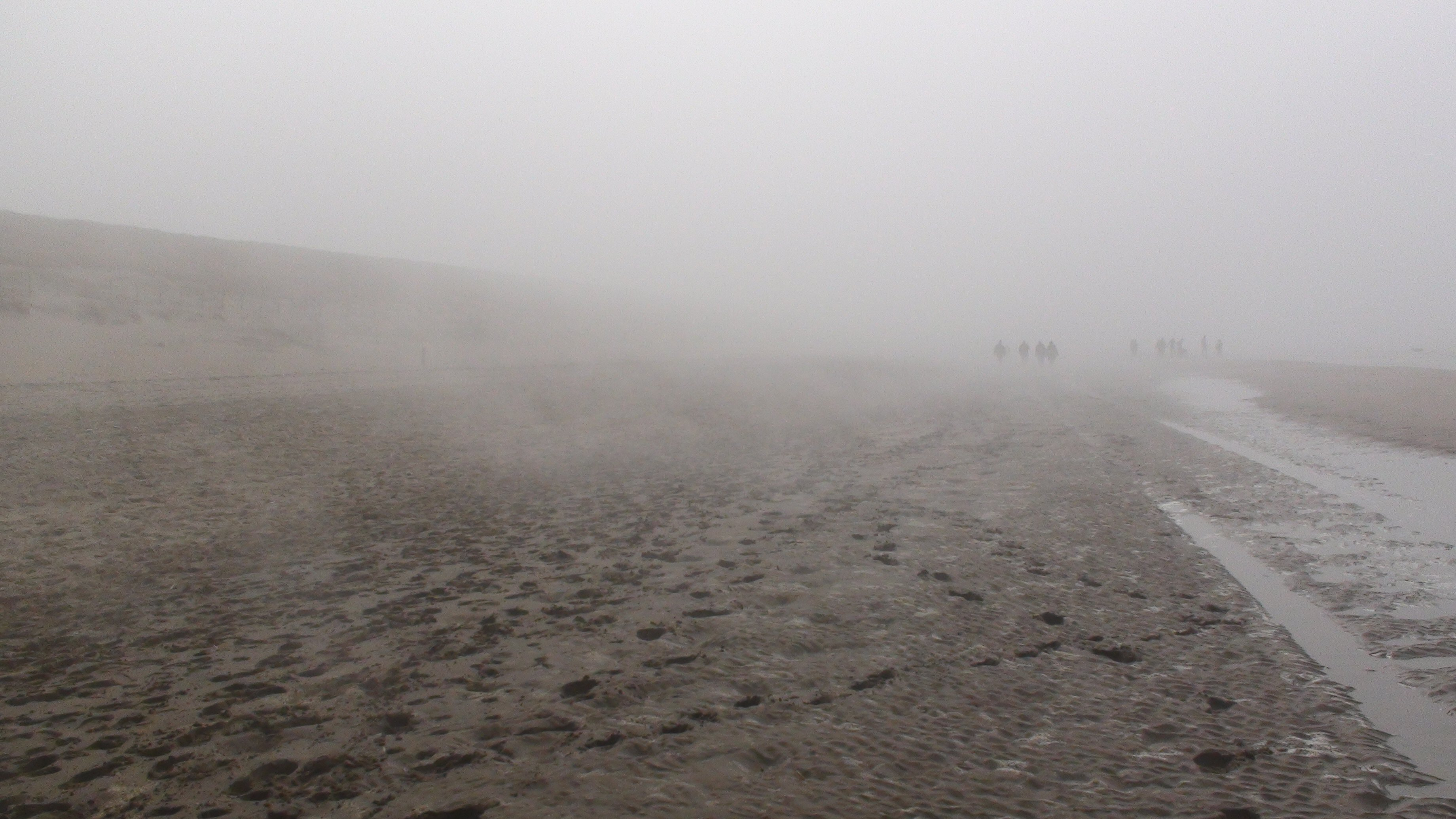
Zeemist boven het strand van Noordwijk

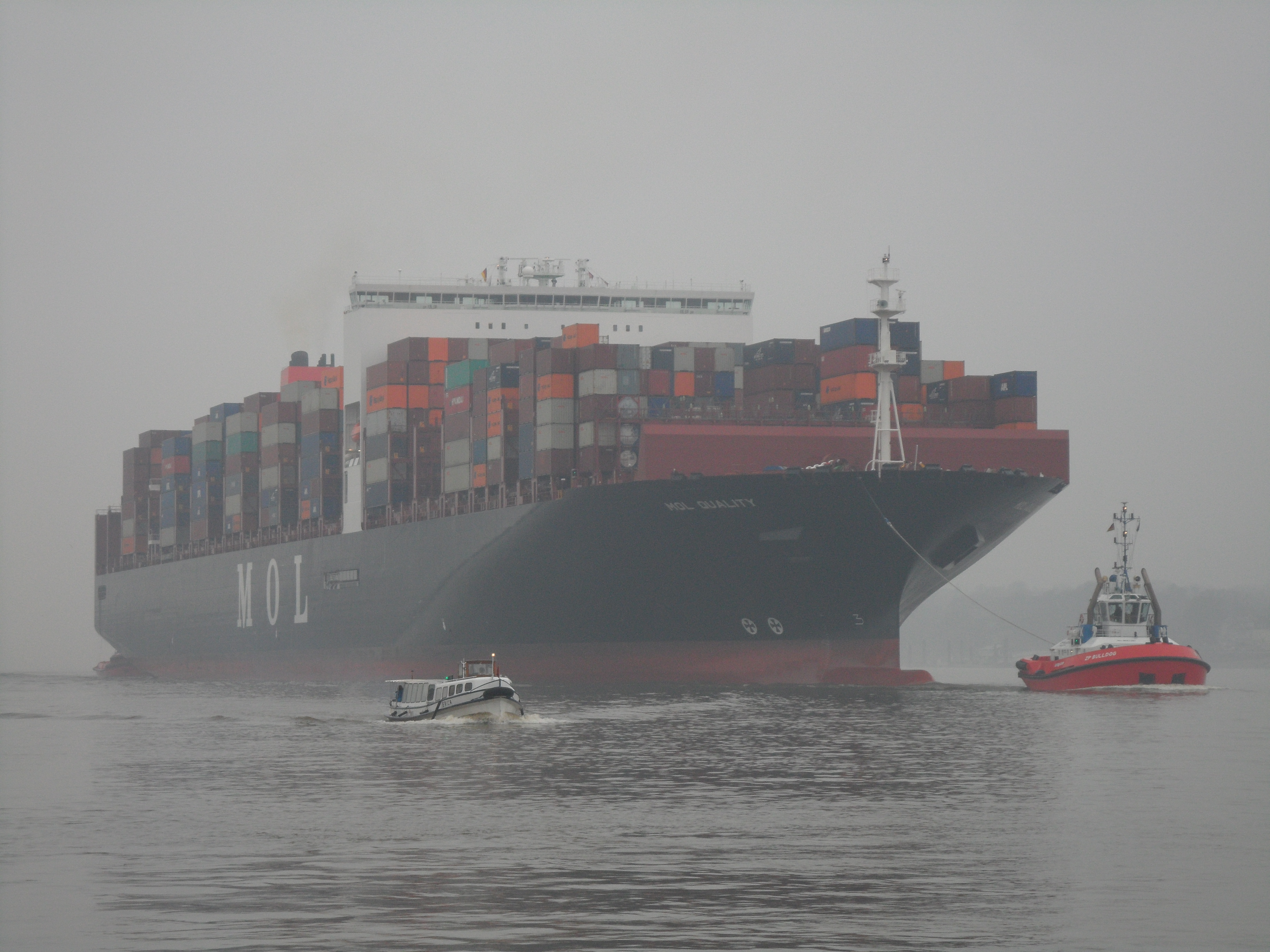
Zee lente mist over de rivier de Elbe

Zeemist of zeevlam is plotseling van zee opkomende mist.
Mist komt op boven zee wanneer koude lucht over relatief warm zeewater stroomt of wanneer warme lucht in aanraking komt met een koude zee. In het voorjaar en het begin van de zomer kan bij aanvoer van warme lucht uit Zuid-Europa boven de koude Noordzee een uitgestrekt mistgebied ontstaan. Als de aflandige zuidoostelijke wind in Nederland niet sterk is, gaat langs de kust in de loop van de middag een wind van zee waaien, zodat de mist landinwaarts drijft. Ook aan de oostkust van Groot-Brittannië komt zeemist vooral aan het einde van de lente en in het begin van de zomer vaak voor bij een aanlandige, oostelijke wind. De temperatuur van het Noordzeewater is dan (veel) lager dan de luchttemperatuur, met als gevolg dat het pal aan de kust dagen mistig of bewolkt kan blijven, terwijl het 10 of 20 kilometer landinwaarts zonnig weer is.
Een andere soort mist boven zee wordt arctische zeerook genoemd. Dit is een mistsoort die ontstaat als zeer koude (vaak arctische) lucht boven relatief warm zeewater uitstroomt. Het is een ondiepe onstabiele mistsoort, die overkomt als damp. Vaak is van schepen alleen de brug te zien die "boven de mist vaart". Ook waar te nemen als koude lucht over een warm meer uitstroomt, bijvoorbeeld in berggebieden bij rustig weer in de avond.

## Invloed van zeezout
Mist wordt gevormd, wanneer lucht verzadigd is met water. Boven de zee kan dit al voorkomen bij een relatieve vochtigheidsgraad van minder dan 100%. Dit komt doordat fijne zeezoutdeeltjes erg effectief werken als een hygroscopische kern voor de vorming van mistdruppeltjes. Daarbij ontstaat een mengsel van water en zout met een verlaagde druppel-oppervlaktespanning, met als gevolg dat zeemist zich al kan vormen bij een relatieve vochtigheidsgraad boven de 97% in plaats van 100%.